# بيرغيتا بيترسون
بيرغيتا بيترسون (بالسويدية: Birgitta Pettersson)‏ هي ممثلة سويدية، ولدت في 7 يناير 1939 في أوبسالا في السويد.

## أعمال

### أفلام
- (1960) الربيع البكر

## وصلات خارجية
- بيرغيتا بيترسون على موقع IMDb (الإنجليزية)
- بيرغيتا بيترسون على موقع قاعدة بيانات الأفلام السويدية (السويدية)
- بيرغيتا بيترسون على موقع قاعدة بيانات الفيلم (الإنجليزية)